# 勒內-薩繆爾·西拉特
勒內-薩繆爾·西拉特（法語：René-Samuel Sirat，1930年11月13日—2023年2月10日）出生於法屬阿爾及利亞安納巴省的安納巴，曾經擔任法國猶太教首席拉比。

## 生平
- 1952年，他先擔任克萊蒙費朗的拉比、隨後又調任到圖盧茲擔任拉比。
- 1965年至1992年，他是法國國立東方語言文化學院希伯來語的教授[2]。
- 1981年至1988年，他從雅各布·卡普蘭的手上接任，成為法國首席拉比[3]。
- 2013年退休後，移居以色列的耶路撒冷，直到逝世。

## 受獎
- 1998年：法國榮譽軍團勳章[4]
- 2010年：法國國家功績勳章
- 學術棕櫚勳章
- 藝術與文學勳章